# Сопвит Снајп
Сопвит Снајп (енгл. Sopwith 7F.1 Snipe) је британски ловачки авион. Авион је први пут полетео 1917. године. 

Највећа брзина у хоризонталном лету је износила 195 km/h. Размах крила је био 9,47 метара а дужина 6,04 метара. Маса празног авиона је износила 595 килограма а нормална полетна маса 916 килограма. Био је наоружан са 2 синхронизована митраљеза Викерс калибра 7,7 милиметара и до 4 бомбе од по 11,3 kg (25 lb).

## Наоружање
| Наоружање авиона: Сопвит Снајп |                           |
| Ватрено (стрељачко) наоружање  |                           |
| Топ                            |                           |
| Митраљез                       |                           |
| Број и ознака митраљеза        | 2                         |
| Калибар                        | 7,7                       |
| Бомбардерско наоружање (бомбе) |                           |
| Класичне авио бомбе            | 4                         |
| Укупна маса                    | до 4, свака од по 11,3 кг |
| Ракетно наоружање (ракете)     |                           |